# Kakhovskereservoiret
|  | Denne artikel kan blive påvirket af en aktuel begivenhed Informationerne i artiklen kan blive ændret hurtigt, som begivenheden skrider frem. Indledende nyhedsrapporter kan være upålidelige. De seneste ændringer på denne artikel reflekterer muligvis ikke den mest aktuelle information. |

Kakhovskereservoiret (ukrainsk: Каховське водосховище, tr. Kakhovske vodoskhovysjtje) er et vandkraftsreservoir på floden Dnepr i Ukraine.
Reservoiret er opkaldt efter byen Kakhovka og er beliggende i oblasterne Zaporizjzja, Dnipropetrovsk og Kherson. Det opstod, da det Kakhovske Vandkraftværk blev bygget og var færdigt i 1958. Dæmningen, der skaber reservoiret, blev ødelagt den 6. juni 2023 under den russisk-ukrainske krig.
Reservoiret har et areal på 2.155 km², er 230 km langt, har en bredde på maksimalt 25 km, og har en gennemsnitlig dybde på 4,4 meter. Den samlede vandmængde er 18,2 km³.
Fra reservoiret udgår Kakhovskykanalen, Nordkrim kanalen og Dnepr-Kryvyj Rih kanalen. Reservoiret benyttes i øvrigt til kunstvanding og vandforsyning, fiskeri og sejlads. Med etablering af reservoiret blev der skabt en dybtvandsrute, der tillader oceangående skibe at sejle op ad Dnepr. Den vigtigste havn ved reservoiret er Nikopol i Dnipropetrovsk oblast.